# Felix Rohatyn
Pour l’article homonyme, voir Rohatyn.
Felix George Rohatyn, né le 29 mai 1928 à Vienne (Autriche) et mort le 14 décembre 2019 à New York (États-Unis), est un banquier et diplomate américain.
Il a travaillé dans plusieurs groupes bancaires et a été ambassadeur des États-Unis en France de 1997 à 2000. 

## Biographie
Felix Rohatyn naît à Vienne, fils unique d'Alexander Rohatyn, brasseur d'origine juive polonaise et d'Edith Knoll, fille d'un banquier autrichien. Pour échapper à la montée du nazisme et de l'antisémitisme à Vienne, la famille s'exile en Roumanie, revient à Vienne puis part pour la France en 1934, après l'assassinat du chancelier Dollfuss. Résidant d'abord à Orléans, où son père devient gérant de brasserie, puis à Paris en 1937, à la suite du divorce de ses parents, il est élève au lycée Janson-de-Sailly, où il obtient un prix d'excellence en 1938. En 1942, sous l'Occupation, il s'exile à nouveau, grâce à l'ambassadeur du Brésil Luiz Martins de Souza Dantas qui permet à 400 juifs de quitter la France. D'abord réfugié au Brésil, à Rio de Janeiro, il obtient un visa pour les États-Unis, pays où il est naturalisé en 1948. Après ses études au Middlebury College (Vermont) et au Middlebury College où il obtient son diplôme de physique en 1949, il effectue son service militaire comme sergent dans l'infanterie américaine en Allemagne de 1951 à 1953.

### Un banquier d'affaires
Parlant anglais, allemand, portugais et français, il rejoint comme stagiaire à 20 ans la banque Lazard Frères et travaille sous la direction du banquier français André Meyer. Il devient associé en 1961, puis Managing Director (directeur de la branche américaine de Lazard) jusqu'en 1997, date à laquelle il est nommé ambassadeur à Paris. 
Felix Rohatyn a appartenu à la Conférence des gouverneurs du New York Stock Exchange de 1968 à 1972. Néanmoins, il critique « la vision à courte vue » des banquiers d'affaires et se déclare partisan d'un intervention active de l'État dans l'économie. Rohatyn siège par ailleurs au conseil d'administration de la firme ITT lorsque celle-ci s'implique activement, avec la CIA, contre Salvador Allende pour déstabiliser l'économie chilienne, prélude au coup d'Etat du 11 septembre 1973 ; cela lui sera reproché par la suite .
Outre son activité professionnelle, il a dirigé pendant dix-huit ans le bureau d'aide sociale de New York (1975-1993)[réf. nécessaire]. De plus, il a acquis une notoriété nationale dans les années 1970 pour avoir restructuré la dette de cette ville en tant que président, à partir de 1975, du Municipal Assistance Corporation (en) , organisme qu'il contribue à fonder, et jugulé la crise budgétaire de New York.

### Une entrée en politique par la diplomatie
Bien que proche de Bill Clinton, élu président en 1992, Felix Rohatyn n'est pas nommé secrétaire au Trésor, Robert Rubin lui étant préféré; Rohatyn avait soutenu la candidature indépendante de Ross Perot . Après lui avoir proposé la vice-présidence de la FED, où sa candidature est refusée par les sénateurs républicains qui le jugent trop social, Bill Clinton nomme Felix Rohatyn ambassadeur des États-Unis en France en mai 1997, après qu'ait été évoquée sa nomination au Royaume-Uni. Felix Rohatyn avait déjà eu des contacts avec François Mitterrand (qui l'avait nommé chevalier de la Légion d'Honneur en 1983), et où la banque Lazard est implantée. Vu comme «de gauche» aux Etats-Unis, Rohatyn se définit alors comme un «capitaliste cérébral» et un «social-démocrate émotionnel» .
Il est en poste en France du 11 septembre 1997 au 28 décembre 2000, travaillant notamment sur les questions de croissance, l'Afrique et l'OTAN. Son séjour en France lui permet de prendre conscience de la perception négative, en Europe, vis-à-vis de l'usage de la peine de mort aux États-Unis: cela le conduit à devenir un adversaire de celle-ci ,.

### Après la France, le retour aux affaires
Ancien président de la Banque Lazard, il est ou a été administrateur du groupe Lagardère, LVMH, Rothschild Continuation Holding AG, Comcast, MCA, Pfizer et Suez ainsi que membre du conseil de surveillance de Publicis depuis 2001.
Il est également le PDG de Rohatyn Associates LLC, entreprise qu'il a créée en 2001 et spécialisée dans les fusions-acquisitions. En 2006, il devient président et haut conseiller des comités de conseil internationaux de Lehman Brothers, dont la faillite précipite la crise de 2008. Après l'ouragan Sandy de 2012, il est nommé co-président de la commission créée par le gouverneur de l'Etat de New York, Andrew Cuomo, pour moderniser les infrastructures publiques .

### Un important personnage public américain
Après sa carrière diplomatique, il est entré au Council on Foreign Relations, à l'American Academy of Arts and Sciences et est l'un des administrateurs du Center for Strategic and International Studies (CSIS). Il est également vice-président du Carnegie Hall de New York et membre de la direction du Middlebury College, membre de la French American Foundation et membre du comité de parrainage du Collège des Bernardins.

### Famille
Felix Rohatyn est père de trois enfants d'un premier mariage. Sa seconde épouse, Elizabeth Fly Rohatyn, active dans le soutien à des œuvres éducatives et culturelles, notamment la New York Public Library, meurt en 2016.

## Distinctions
- 1990 : The Hundred Year Association of New York's Gold Medal[8]
- 1995 :  Commandeur de la Légion d'honneur[9]

## Publications
- Ces hommes qui ont fait l'Amérique [« Bold Endeavors: How Our Government Built America, and Why It Must Rebuild Now »]  (trad. de l'anglais par Hélène Demazure), Paris, Éditions Saint-Simon, 2010, 194 p. (ISBN 978-2-915134-46-9)